# Trận Gettysburg, Ngày thứ hai

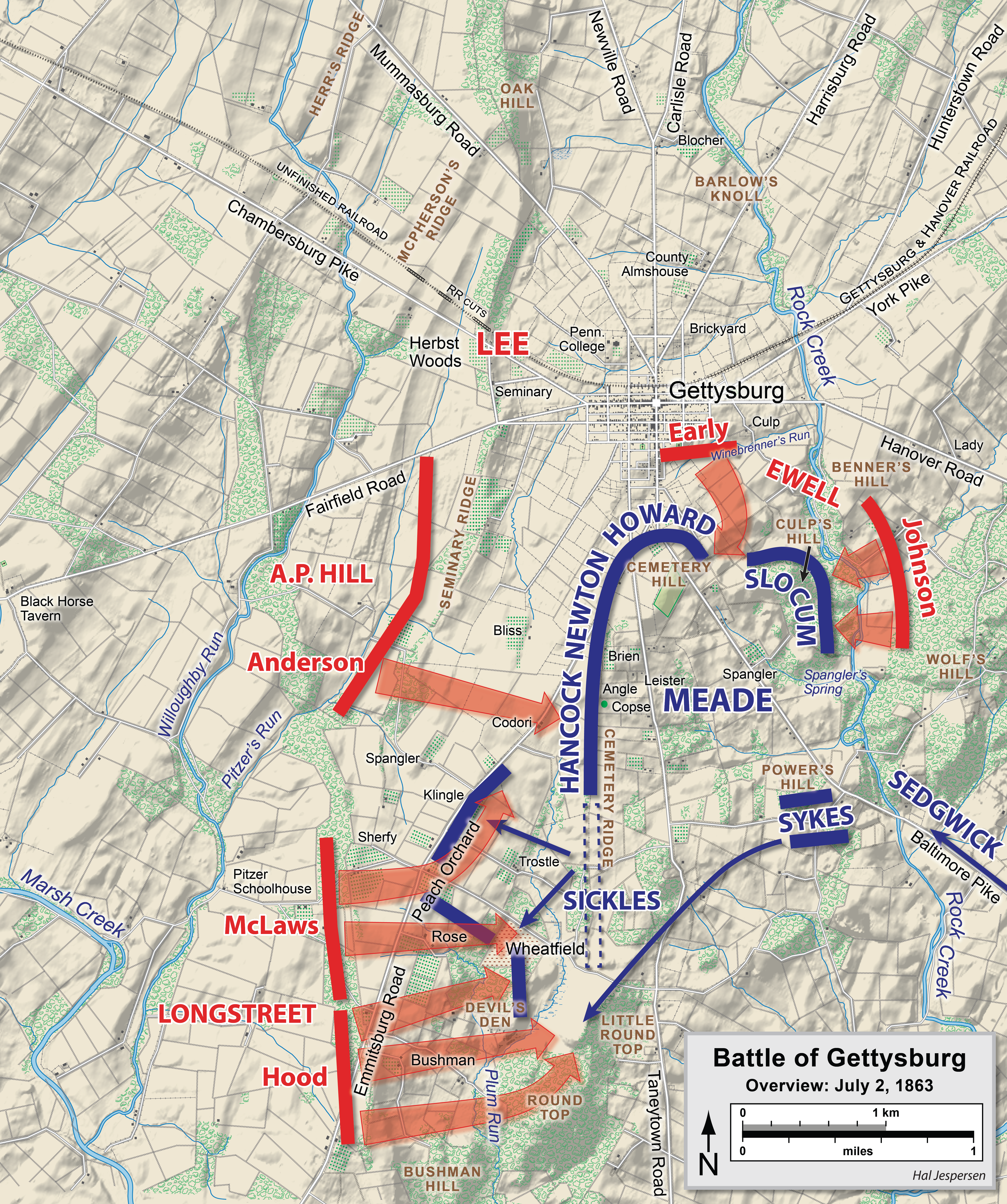
Bản đồ trận đánh vào ngày 2 tháng 7.
Miền Nam
Miền Bắc

Trong ngày thứ hai của Trận Gettysburg (2 tháng 7 năm 1863), Đại tướng miền Nam Robert E. Lee cố khai thác chiến quả mà ông đạt được ngày hôm trước. Ông huy động Binh đoàn Bắc Virginia mở nhiều đợt tấn công vào sườn Binh đoàn Potomac của miền Bắc dưới quyền Thiếu tướng George G. Meade.
Sau một thời gian ngắn trì hoãn để chờ viện binh và tránh bị lính quan sát của miền Bắc phát hiện, Trung tướng James Longstreet xua Quân đoàn 1 tấn công cánh trái quân miền Bắc. Ông giao cho sư đoàn của Thiếu tướng John Bell Hood nhiệm vụ tấn công Little Round Top và Devil's Den. Bên trái Hood, Thiếu tướng Lafayette McLaws tấn công Wheatfield và Peach Orchard. Mặc dù không bên nào giành được thắng lợi, khả năng tác chiến của Quân đoàn III miền Bắc đã bị đánh quỵ do phải gắng sức cố thủ một chỗ lồi trên một mặt trận quá rộng. Tướng Meade phải điều thêm 2 vạn quân từ các nơi khác trên trận tuyến của mình để đánh trả những đợt tiến công dữ dội của địch. Những cuộc tấn công của quân miền Nam ở khu vực này đã kết thúc khi trung quân miền Bắc trên cao điểm Cemetery Ridge bẻ gãy cuộc tấn công của một sư đoàn thuộc Quân đoàn 3 do Thiếu tướng Richard H. Anderson chỉ huy.
Đêm hôm đó, chỉ huy Quân đoàn 2 miền Nam là Richard S. Ewell chuyển những cuộc thao diễn trước cánh trái quân miền Bắc thành những đợt tiến công quy mô lớn lên cao điểm Culp's Hill và East Cemetery Hill, nhưng đều bị đẩy lùi.
Do quân đội miền Bắc phòng ngự trên một chiến tuyến vững chắc và Meade khéo dụng binh, các đợt công kích dồn dập của quân miền Nam đã bị chặn đứng. Hy vọng đập nát Binh đoàn Potomac trên đất Bắc của Lee bị tiêu tan, nhưng ông chưa nản chí và bắt tay vào việc lập kế hoạch cho ngày thứ ba của trận chiến.
Bài này nói về hàng loạt cuộc tấn công vào cánh trái (Devil's Den, Wheatfield, và Peach Orchard) và trung tâm miền Bắc (Cemetery Ridge), nhưng các bài viết riêng rẽ miêu tả các cuộc giao tranh lớn khác trong ngày thứ hai của trận đánh lớn này:
- Little Round Top
- Culp's Hill
- Cemetery Hill